# Museu Cais do Sertão
O Museu Cais do Sertão é um museu interativo sobre o Sertão e Luiz Gonzaga localizado na cidade do Recife, capital de Pernambuco, Brasil.
Foi eleito um dos vinte melhores museus da América do Sul em 2015 pelos usuários do site de viagens TripAdvisor.

## História
Um dos mais modernos equipamentos culturais do Brasil, o Cais do Sertão, instalado no antigo Armazém 10 do Porto do Recife, é um local de convivência, diversão e conhecimento, polo gerador de novas ideias e experiências. Abrigando e reverenciando a obra de Luiz Gonzaga, o grande homenageado do espaço, traz para a beira-mar da capital do estado um pouco do solo rico e generoso da cultura popular do sertão. O museu teve como curadora e diretora de criação a socióloga pernambucana Isa Grinspum Ferraz, também autora do Museu da Língua Portuguesa em São Paulo.
O Cais do Sertão utiliza os mais variados e inovadores recursos expositivos e tecnológicos para, em um diálogo entre a tradição e a invenção, proporcionar aos visitantes uma experiência de imersão no belo e sofrido universo sertanejo — origem e fonte de inspiração gonzaguiana — em toda a sua diversidade e complexidade.

## Instalações físicas
O museu está localizado na Avenida Alfredo Lisboa, S/N, no Recife Antigo. Conta com atrações e ambientes como a Sala do Imbalança, o Sertãomundo, a Casa do Transtempo, a Sala de Poesia, o Túnel do Capeta, o Túnel das Origens, cabines de Karaokê, dentre outros. O segundo módulo foi inaugurado em 06 de julho de 2018, Sendo constituído pelo Espaço Umbuzeiro, vão livre com área total de 1.120 m² e pé direito 6m. No Segundo andar: Auditório É do Povo,  com capacidade para acomodar 272 pessoas sentadas. Sala de Produção: Espaço destinado a produção de exposições e desenvolvimento de oficinas e atividades educativas em geral com área total de 61,38m².
Sala São Francisco: Sala destinada às exposições temporárias, com área total de 444 m².
Sala Moxotó: (Exposição e Sala Multiuso), com área total de 147,28m². 
Sala Pajeú: (Exposição e sala Multiuso), com área total de 147,00 m².